# Russell Hinder
Russell James Hinder (Sydney, 10 luglio 1979) è un ex cestista australiano.

## Carriera
Con l'Australia ha disputato i Campionati mondiali del 2006 e i Campionati oceaniani del 2007.